# Distretto di Goilala
Il distretto di Goilala, in inglese Goilala District, è un distretto della Papua Nuova Guinea appartenente alla Provincia Centrale. Ha una superficie di 7.587 km² e 35.000 abitanti (stima nel 2000)